# René-François Julien
Pour les articles homonymes, voir Julien.
René-François Julien (10 avril 1793, Tours - 18 novembre 1871, Tours) est un avocat et homme politique français.

## Biographie
Fils d'un entrepreneur, René-François Julien fut secrétaire du commissaire extraordinaire envoyé par l'empereur à Tours de 1813 à 1814. Devenu avocat, il plaida avec succès pour les accusés de Saumur, et défendit Manuel avec tant de chaleur que le conseil de l'ordre crut devoir lui infliger une peine disciplinaire. Cette rigoureuse mesure lui valut, dit-on, l'amitié de Béranger. 
Nommé maire de Tours à la révolution de Juillet, il donna peu après sa démission. Membre de la Société « Aide-toi, le Ciel t'aidera », il s'empara sans mandat, à la Révolution française de 1848, de l'administration municipale, maintint l'ordre à Tours, et fut élu, le 23 avril suivant, représentant d'Indre-et-Loire à l'Assemblée constituante, le 2e sur 8. Il fit partie du comité de la justice et vota en général avec la droite.

## Sources
- « René-François Julien », dans Adolphe Robert et Gaston Cougny, Dictionnaire des parlementaires français, Edgar Bourloton, 1889-1891 [détail de l’édition]